# Марьяновский, Моисей Фроимович
Моисе́й Фрои́мович Марьяно́вский (25 октября 1919 — 12 августа 2005) — советский офицер-танкист, участник Великой Отечественной войны, заместитель командира батальона 23-й отдельной гвардейской танковой бригады (49-я армия, 2-й Белорусский фронт), гвардии капитан. Герой Советского Союза. Председатель Союза евреев инвалидов и ветеранов войны.

## Биография
Родился 25 октября 1919 года в селе Новый Буг (ныне город Николаевской области Украины). Еврей. Окончил 10 классов, затем работал на автозаводе имени Сталина в Москве.
В 1940 году призван в РККА. В 1941 году окончил Горьковское военно-политическое училище. Член КПСС с 1941 года.
В действующей армии с марта 1942 года. Назначен комиссаром танковой роты 187-й танковой бригады 16-й армии. Участвовал в оборонительных боях под Жиздрой. C конца 1942 года — командир танковой роты. Участвовал в наступательных боях на орловском и брянском направлениях.
15 августа 1943 года был ранен и в ноябре 1943 года после лечения направлен в 23-ю отдельную гвардейскую танковую бригаду на должность заместителя командира танкового батальона по строевой части. Участвовал в боевых действиях в районах Орши и Витебска.
24 марта 1945 года присвоено Звание Героя Советского Союза с вручением ордена Ленина и медали «Золотая Звезда» за подвиг, совершенный 27 июня 1944 года, когда 23-я гвардейская танковая бригада перешла в наступление на могилёвском направлении. Танковый батальон Марьяновского, действуя в авангарде, обошел город Могилёв с севера, вышел на шоссейную дорогу Могилёв — Минск, переправился на западный берег Днепра. Затем батальон оседлал шоссе Могилёв — Осиповичи и отрезал пути отхода Могилевской группировке противника. Танкисты в течение шести суток вели упорные бои с крупными силами противника, стремившегося прорваться на юго-запад.
Танкисты разгромили колонну противника, уничтожили десятки танков, орудий и миномётов, до тысячи автомашин, более полутора тысяч солдат и офицеров противника, а ещё 70 — были взяты в плен. При этом Марьяновский был ранен, но остался в строю.
Войну закончил в Польше 13 августа 1944 года. При штурме крепости Осовец его танк был подбит, а сам — был ранен. После излечения в госпитале с июля 1945 года майор Марьяновский в отставке.
Учился на историческом факультете МГУ (1946—1951). Защитил кандидатскую диссертацию (1955). Преподаватель вечернего университета марксизма-ленинизма (1951—1959). Работал в Московском энергетическом институте доцентом кафедры истории КПСС (1960—1992). В 1992 году вышел на пенсию. В начале 1990-х годов возглавил межрегиональный Союз евреев-инвалидов и ветеранов войны.
Умер в 12 августа 2005 года в Москве.

## Награды
- Медаль «Золотая Звезда» Героя Советского Союза (24 марта 1945; № 5943);
- орден Ленина (24 марта 1945);
- орден Красного Знамени;
- орден Александра Невского;
- орден Отечественной войны I степени;
- орден Трудового Красного Знамени;
- два ордена Красной Звезды;
- медали, в том числе:
  - медаль «За победу над Германией в Великой Отечественной войне 1941—1945 гг.»;
  - юбилейная медаль «Двадцать лет Победы в Великой Отечественной войне 1941—1945 гг.»;
  - юбилейная медаль «Тридцать лет Победы в Великой Отечественной войне 1941—1945 гг.»;
  - юбилейная медаль «Сорок лет Победы в Великой Отечественной войне 1941—1945 гг.».

## Память
- Похоронен в Москве на Востряковском кладбище (участок 65).